# Mitre 10 Cup 2018
La Mitre 10 Cup 2018 fue la cuadragésimo tercera edición y decimotercera con el formato actual del principal torneo de rugby profesional de Nueva Zelanda.
El campeón de la competición fue el equipo de Auckland quienes lograron su décimo séptimo campeonato.

## Sistema de disputa
Los equipos enfrentan a los seis equipos restantes de su división y disputan cuatro encuentros inter-división, totalizando 10 encuentros, 
- Los cuatro equipos con mejor clasificación al final de la fase de grupos de la Premiership clasifican a semifinales buscando el título de la competición, mientras que el séptimo lugar desciende al Championship de la temporada siguiente.

- Los cuatro mejores clasificados del Championship clasifican a semifinales buscando el ascenso a la Premiership de la temporada siguiente, el campeón asciende de manera automática a la división de honor.

## Premiership - Primera División
- Clasificación[1]

| Pos. | Equipo           | Encuentros | Encuentros | Encuentros | Encuentros | Tantos | Tantos | Tantos | PB | PB | Puntos |
| Pos. | Equipo           | PJ         | PG         | PE         | PP         | F      | C      | Dif    | BO | BD | Puntos |
| ---- | ---------------- | ---------- | ---------- | ---------- | ---------- | ------ | ------ | ------ | -- | -- | ------ |
| 1.º  | Auckland         | 10         | 9          | 0          | 1          | 343    | 209    | +134   | 9  | 1  | 46     |
| 2.º  | Tasman           | 10         | 9          | 0          | 1          | 319    | 195    | +124   | 7  | 0  | 43     |
| 3.º  | Canterbury       | 10         | 8          | 0          | 2          | 325    | 212    | +113   | 8  | 1  | 41     |
| 4.º  | Wellington       | 10         | 6          | 0          | 4          | 354    | 202    | +152   | 7  | 3  | 34     |
| 5.º  | North Harbour    | 10         | 6          | 0          | 4          | 317    | 297    | +20    | 6  | 0  | 30     |
| 6.º  | Counties Manukau | 10         | 2          | 0          | 8          | 218    | 275    | –57    | 3  | 6  | 17     |
| 7.º  | Taranaki         | 10         | 2          | 0          | 8          | 203    | 335    | –132   | 3  | 2  | 13     |

|  | Semifinalista.            |
|  | Descenso al Championship. |

### Semifinales
| 19 de octubre | Tasman | 16 - 21 | Canterbury | Trafalgar Park, Nelson |  |

| 20 de octubre | Auckland | 38 - 17 | Wellington | Eden Park, Auckland |  |

### Final
| 27 de octubre | Auckland | 40 - 33 | Canterbury | Eden Park, Auckland |  |

| Bandera de Nueva Zelanda |
| Campeón Auckland         |
| Décimo séptimo título    |

## Championship - Segunda División
- Clasificación[2]

| Pos. | Equipo        | Encuentros | Encuentros | Encuentros | Encuentros | Tantos | Tantos | Tantos | PB | PB | Puntos |
| Pos. | Equipo        | PJ         | PG         | PE         | PP         | F      | C      | Dif    | BO | BD | Puntos |
| ---- | ------------- | ---------- | ---------- | ---------- | ---------- | ------ | ------ | ------ | -- | -- | ------ |
| 1.º  | Waikato       | 10         | 6          | 0          | 4          | 368    | 243    | +125   | 7  | 3  | 34     |
| 2.º  | Otago         | 10         | 6          | 0          | 4          | 306    | 302    | +4     | 4  | 1  | 29     |
| 3.º  | Hawke´s Bay   | 10         | 5          | 0          | 5          | 296    | 321    | –25    | 7  | 1  | 28     |
| 4.º  | Northland     | 10         | 4          | 0          | 6          | 276    | 306    | –30    | 5  | 3  | 24     |
| 5.º  | Bay of Plenty | 10         | 4          | 0          | 6          | 253    | 292    | –39    | 3  | 2  | 21     |
| 6.º  | Manawatu      | 10         | 3          | 0          | 7          | 202    | 357    | –155   | 2  | 0  | 14     |
| 7.º  | Southland     | 10         | 0          | 0          | 10         | 168    | 402    | –234   | 3  | 1  | 4      |

|  | Semifinalista. |

### Semifinales
| 19 de octubre | Waikato | 48 - 26 | Northland | Waikato Stadium, Hamilton |  |

| 20 de octubre | Otago | 20 - 19 | Hawke´s Bay | Forsyth Barr Stadium, Dunedin |  |

### Final
| 26 de octubre | Waikato | 36 - 13 | Otago | Waikato Stadium, Hamilton |  |

| Bandera de Nueva Zelanda     |
| Ganador Championship Waikato |
| Primer título                |